# Paix - Funérailles en mer
Paix - Funérailles en mer (titre original : Peace - Burial at Sea) est un tableau de Joseph Mallord William Turner. Il est exposé en 1842.
Le sujet est « l'enterrement » en mer d'un ami de Turner, l'artiste David Wilkie.
Le tableau contraste avec sa palette de noirs saturés avec son pendant, Guerre. L'Exilé et l'Arapède.
Les deux œuvres ont été critiquées à l'époque pour leur manque de finition.